# Crash Team Racing
Crash Team Racing, chamado no Japão de Crash Bandicoot Racing é o quarto jogo da série Crash Bandicoot, assim como o último a ser produzido e desenvolvido pela Naughty Dog. Foi lançado para o PlayStation em 30 de setembro de 1999. Uma sequência indireta, Crash Nitro Kart, foi lançada em 2003, desenvolvida pela Vicarious Visions.
É o primeiro jogo de Crash Bandicoot no gênero de corrida. A história do jogo foca nos esforços de uma equipe de personagens da série Crash Bandicoot, que devem correr contra o Nitros Oxide para salvar seu planeta da destruição. No jogo, os jogadores podem assumir o controle de um dos quinze personagens da série Crash Bandicoot, embora apenas oito estão disponíveis em desde o início. Durante as corridas, itens de impulso pode ser usado para ganhar vantagem.

## Jogabilidade
O objetivo principal do jogo é derrotar Nitrous Oxide e coletar todas as joias (troféus, gemas, relíquias, chaves e moedas CTR). Deve-se coletar 16 troféus, apostando uma corrida em 16 diferentes cenários, espalhados por quatro mundos. Cada mundo possui quatro fases normais, um chefe, e um nível especial. Nas fases normais, pode coletar troféus, moedas CTR ou relíquias.
Para conseguir uma moeda CTR, deve-se escolher o modo CTR Challenge e coletar as letras C-T-R, que estão espalhadas pelo nível e terminar a corrida em primeiro lugar. Se o jogador conseguir, receberá uma moeda CTR da cor do nível. Existem cinco moedas CTR de cada cor (vermelho, verde, azul, amarelo e roxo). Para conseguir a roxa, deve-se entrar nos níveis especiais e coletar 20 cristais espalhados pela tela. As moedas CTR servem para habilitar cinco campeonatos onde pode-se conseguir Gemas coloridas, isso se o jogador conseguir ficar em primeiro lugar nos cinco campeonatos. Essas gemas habilitam o nível secreto Turbo Track.
As relíquias podem ser conseguidas quando se escolhe o modo Relic Race em algum nível qualquer. Existirá um tempo específico para o jogador concluir a corrida, sozinho. No nível estarão espalhadas várias caixas contendo os números 1, 2, 3. Ao quebrar uma dessas caixas, o cronômetro da corrida pausa alguns segundos, de acordo com o número exibido pela caixa. Ganha-se uma relíquia se o jogador terminar antes do tempo mostrado na tela. Existem três tipos de relíquias: safira, ouro e platina. Conseguindo 10 relíquias a pista Slide Coliseum é habilitada.
Quando se derrota um chefe, o jogador consegue uma chave. Ela serve para abrir passagem aos outros mapas do jogo.

## História
Uma grande corrida de karts toma lugar nas Ilhas Wumpa, mas o alienígena Nitros Oxide vê a cena e a aproveita para jogar um "jogo" ao qual dá o nome de "Sobrevivência dos mais rápidos". As regras são as seguintes: ele encara os melhores pilotos da Terra. Se vencerem, Oxide nunca mais voltará ao planeta. Mas se perderem, ele transformará o planeta em um estacionamento e todos os seus habitantes em escravos. Então, cabe a Crash e seus amigos salvarem a Terra de sua destruição.

## Continuação
Em abril de 2010, surgiu um rumor que diz que os desenvolvedores da High Impact Games estariam produzindo um novo jogo de corrida da série Crash Bandicoot, chamado Crash Team Racing. Segundo o rumor, o jogo era apenas um protótipo no momento e esse título era provisório. A Activision, dona da franquia, não fez nenhum anúncio oficial.
Em maio de 2010, Justin Rasch, um dos desenvolvedores da High Impact Games que estava trabalhando no jogo, disse ao site Crash Mania que o jogo foi cancelado pela Activision, atual dona dos direitos da franquia Crash Bandicoot, antes que o protótipo inicial fosse lançado, porém, posteriormente foram publicadas imagens de como o game seria antes de ser cancelado.

## Recepção
Crash Team Racing recebeu comentários favoráveis da crítica. A Playstation Official Magazine descreveu Crash Team Racing como "o jogo que fez as corridas de kart serem divertidas" e proclamou que "nada nem sempre vem acompanhado de qualidade". Electronic Gaming Monthly observou que o jogo foi " inspirado em Mario Kart, mas ainda assim é um jogo multiplayer surpreendente". Doug Perry da IGN afirmou que o jogo é "sólido" em jogabilidade e gráficos, mas criticou "o sorriso insano capitalista de Crash". Jeff Gerstmann de GameSpot chamou de "grande clone de Mario Kart, e tem sucesso onde Mega Man, Bomberman, Diddy Kong, o Chocobo, e até mesmo Mario falharam". Johnny Liu, da Game Revolution concluiu que apesar do fato de que o jogo "não acrescenta muito ao gênero, consegue fazer tudo bem".
Os controles do jogo foram bem recebidos. O Destroyer D -Pad da GamePro elogiou os controles como "quase perfeitos" e explicou que "os controles transparentes permitem que você se concentre na corrida e exploda os seus adversários, e por isso as corridas são mais rápidas, mais fluidas e mais divertidas." Johnny Liu, da Game Revolution concluiu que os controles são "naturais, com ênfase na manutenção da velocidade". No entanto Joe Ottoson da Allgame ("All Game Guide" na época) disse que a incapacidade para reconfigurar os controles foi "o único inconveniente real na apresentação de Crash".
Os gráficos do jogo foram bem recebidos. O Destroyer D -Pad de GamePro, notou que os gráficos não eram muito complexos, mas elogiou o olhar estilo cartoon e a utilização engenhosa de texturas e cores "como pontos altos no departamento gráfico". Doug Perry da IGN elogiou os ambientes "limpos e totalmente formados" e disse que os personagens são "cheios de animações divertidas". Jeff Gertsmann do GameSpot disse que os ambientes "são razoavelmente grandes, e que transmitem a atitude cartoon do jogo muito bem". Johnny Liu, da Game Revolution declarou que os gráficos eram "suaves e parecem ir além dos limites do Playstation."
Os críticos expressaram opiniões contraditórias ao áudio do jogo. O Destroyer D -Pad de GamePro disse que a "música de fundo é muito agradável" e os sons dos personagens são "variados o suficiente para evitar tornar-se irritante." Doug Perry da IGN teve uma recepção mais misturada, dizendo que a simplicidade das músicas fará "você querer gritar ou arrancar seus cabelos". Sobre a dublagem, ele concluiu que "não há nada de realmente bonito, inteligente ou memorável" no jogo, e notou que a voz de Crash no jogo é extremamente semelhante à de Luigi da série Mario Kart. Jeff Gertsmann do GameSpot afirmou que enquanto a música e efeitos sonoros "se assemelham ao estilo cartoon, não são muito bons". Johnny Liu, da Game Revolution disse que a música é "normal" e acrescentou que enquanto os efeitos de som "aumentam a qualidade dos desenhos animados do jogo", algumas das vozes dos personagens foram insatisfatórias. Joe Ottoson do Allgame notou que as vozes dos personagens e a música "ajustam-se bem ao humor caprichoso".
Crash Team Racing já vendeu cerca de 2 milhões de unidades em todo o mundo, incluindo 1,9 milhões nos Estados Unidos e 100.000 no Reino Unido. Como resultado de seu sucesso, o jogo foi relançado para a linha Sony Greatest Hits em 2000 e para o Platinum Range em 12 de janeiro de 2001. Uma sequência indireta intitulada Crash Nitro Kart foi lançada em 2003 para o PlayStation 2, Xbox, Nintendo GameCube, Game Boy Advance e N -Gage e foi o primeiro jogo da série Crash Bandicoot totalmente full motion.